# Cadillac Sixty Special
Der Cadillac Sixty Special (alternativ: Cadillac 60 Special) ist ein Oberklassefahrzeug der zum General-Motors-Konzern gehörenden US-amerikanischen Fahrzeugmarke Cadillac, das von 1938 bis 1976 in zehn Generationen produziert wurde. Der 60 Special gehörte in der Nachkriegszeit regelmäßig zu den teuersten Cadillacs.

## Modellgeschichte
Der 60 Special wurde 1938 als eigenständiges Modell mit individueller Karosserie eingeführt. Das Design galt als wegweisend. In der Nachkriegszeit verlor der 60 Special seine Eigenständigkeit. Zwar wurde er weiterhin formal als eigenes Modell im Cadillac-Programm geführt, das oberhalb der einfacheren Baureihen Series 62 bzw. DeVille und Calais positioniert war. Tatsächlich waren die Autos technisch und stilistisch weitgehend baugleich mit den anderen Standardmodellen Cadillacs. Unterscheidungen gab es vor allem im Radstand, der bei den meisten 60-Special-Generationen geringfügig länger war als bei den günstigeren Schwestermodellen, ferner in der deutlich besseren Ausstattung und in besonderen Dekorelementen. Die 60 Specials waren regelmäßig nur als viertürige Limousinen erhältlich.
Zum Modelljahr 1977 wurde der 60 Special durch die Baureihe Fleetwood Brougham ersetzt, der im Gegensatz zum 60 Special auch als zweitüriges Coupé erhältlich war. Ab 1987 hieß diese Baureihe Cadillac Brougham und deckte das Segment der hochpreisigen, konservativen Autos mit Hinterradantrieb ab. Ein ähnlich positioniertes Modell mit Frontantrieb war ab 1987 parallel dazu als Fleetwood 60 Special im Programm.

## Die einzelnen Generationen

### Erste Generation (Modelljahre 1938–1941)
1938 lancierte Cadillac den Sixty Special, der die Lücke zwischen dem Series 60 und dem größeren und teureren Series 70 schließen sollte. Der 60 Special basiert technisch auf dem Series 60, weist technisch und stilistisch aber einige Besonderheiten auf.
Für den 60 Special konstruierte Cadillac einen neuen Rahmen, der 8 cm flacher war als der des Series 60. Das Besondere am Sixty Special, der vom nachmaligen General Motors-Designchef Bill Mitchell entworfen worden war, bestand in seiner modern anmutenden Linienführung mit für die Zeit sehr großen Fensterflächen, bündig mit der Karosserie abschließenden Seitenfenstern, flacher Gestaltung, Stufenheck und dem Verzicht auf Trittbretter. Technisch entsprach der Special (mit Ausnahme des erwähnten Rahmens und seines um 7,6 cm gestreckten Radstandes) den übrigen Cadillac 60-Modellen (5,7-Liter-V8, Dreiganggetriebe, hydraulisch betätigte Trommelbremsen). Preislich lag er 310 Dollar über der 60-Limousine, unterbot mit seiner bei Fisher Bodies hergestellten Karosserie die teureren Ausführungen mit Fleetwood-Aufbauten um über 1000 Dollar.
Ab 1939 wurden die Karosserien des 60 Special bei Fleetwood gefertigt und auch mit Trennwand zwischen Vorder- und Rücksitzen erhältlich, 1940 kamen zusätzlich wesentlich teurere Town-Car-Varianten ins Programm. 1941 wurde der Radstand um 1 Zoll verkürzt und die vorderen Kotflügel wurden in die Vordertüren hinein verlängert.
In vier Jahren entstanden vom Ur-Sixty Special in Summe 17.918 Stück.
| Modelljahr | Hubraum (cm³) | Leistung (PS) | Radstand (cm) | Länge (cm) | Leergewicht (kg) | Preis (US-$) | Stückzahl |
| ---------- | ------------- | ------------- | ------------- | ---------- | ---------------- | ------------ | --------- |
| 1938       | 5671          | 135           | 322,6         | 527,4      | 1889             | 2085         | 3704      |
| 1939       | 5671          | 135           | 322,6         | 544,2      | 1862             | 2195–2245    | 5513      |
| 1940       | 5671          | 135           | 322,6         | 550,9      | 1844–1977        | 2090–3820    | 4600      |
| 1941       | 5671          | 150           | 320           | 551,7      | 1916             | 2195–2345    | 4101      |

### Zweite Generation (Modelljahre 1942–1947)
Ab dem Modelljahr 1942 wurde das besondere Designkonzept des Ur-Sixty Special aufgegeben; ab diesem Zeitpunkt handelte es sich beim Sixty Special um eine stilistisch den übrigen Cadillac-Limousinen gleichende Ausführung auf längerem Radstand und mit zusätzlicher Chromzier.
1942 wuchs der Radstand des Sixty Special auf 337,8 cm (der Radstand der Basis-Limousine der Serie 61 belief sich auf 320 cm); angeboten wurde eine sechssitzige Limousine mit oder ohne Trennscheibe. Nach Wiederaufnahme der zivilen Produktion im Mai 1946 blieb der Sixty Special (nun mit der inoffiziellen Zusatzbezeichnung Fleetwood versehen) Teil des gestrafften Cadillac-Modellprogramms und bildete unterhalb der Series 75 mit ihrem wesentlich längeren Radstand das Spitzenmodell der Marke; allerdings entfiel die Trennscheiben-Version.

### Dritte Generation (Modelljahre 1948–1949)
Die dritte Serie des 60 Special wurde in den Modelljahren 1948 und 1949 produziert. Der 60 Special war – abgesehen von der langen Repräsentationslimousine der Series 75 – das teuerste Modell im Cadillac-Programm. Im Gegensatz zu den günstigeren Baureihen Series 61 und Series 62 war der 60 Special ausschließlich als viertürige Stufenhecklimousine erhältlich. Ihr Radstand ist mit 3378 mm fast 180 mm länger als der der einfacheren beiden Baureihen.
Die Karosserie der zweiten 60-Special-Generation wurde neu gestaltet. In den Grundzügen entspricht sie der der übrigen Cadillac-Modelle des 1948er Jahrgangs. Auch der 60 Special bekam Ansätze von Heckflossen, die der GM-Designer Harley Earl in diesem Modelljahr eingeführt hatte. Einige Dekorationselemente wie die Verkleidung der Kühleröffnung sind eigenständig. Ein besonderes Designmerkmal des 60 Special sind die seitlichen Entlüftungsöffnungen in der C-Säule.
Die Motorisierung dieser 60-Special-Generation unterscheidet sich nicht von der der übrigen Cadillac-Modelle. Zum Einsatz kamen ausschließlich Achtzylinder-V-Motoren. 1948 war es noch einmal der bereits aus der Vorkriegszeit bekannte Motor mit 5670 cm³ (346 cui), dessen Leistung bei 150 SAE-PS lag. Zum Modelljahr 1949 führte Cadillac einen neu konstruierten Motor mit 5424 cm³ (331 cui) Hubraum ein, der 160 SAE-PS leistete.
Der Listenpreis für einen 60 Special lag 1948 mit 3.820 US-$ fast 1.000 US-$ über dem Preis einer Series-61-Limousine. Der Series 62, die mittlere Linie, war etwa 400 US-$ günstiger. Im Modelljahr 1949 änderte sich das Preisgefüge nur marginal. 1948 entstanden 6.561 Autos, im folgenden Modelljahr 11.399 Fahrzeuge.

### Vierte Generation (Modelljahre 1950–1953)
Zum Modelljahr 1950 erschien die vierte 60-Special-Generation, die bis 1953 im Programm blieb. Der 60 Special erhielt wie alle anderen Cadillacs eine neue Karosserie, die ein zusätzliches Seitenfenster hinter den hinteren Türen aufwies. Sein Radstand reduzierte sich um etwa 70 mm auf 3302 mm; ungeachtet dessen war er noch immer länger als der der Series 61 und Series 62. Stilistisch hatte der 60 Special mehr Chromdekor als die günstigeren Cadillac-Modelle. 1951 kamen an der Frontpartie Dagmar Bumpers hinzu, verchromte Rammhörner auf der vorderen Stoßstange, die in den folgenden Modelljahren schrittweise größer wurden. Standardmotorisierung war weiterhin der 5,4 Liter große Achtzylinder-V-Motor, der anfänglich 160 SAE-PS leistete, im Modelljahr 1952 dann 190 SAE PS und 1953 schließlich 210 SAE-PS.
Der 60 Special war weiterhin der teuerste reguläre Cadillac. Anders war es nur im Modelljahr 1953, als die erste Generation des Cadillac Eldorado vorgestellt wurde. Das exklusive Cabriolet, das formal der Serie 62 zugeordnet war, kostete mit 7.750 US-$ in diesem Jahr über 70 Prozent mehr als der 60 Special. Diese Sonderstellung hatte der Eldorado allerdings nur in diesem Modelljahr; in allen späteren Jahren war er günstiger als der 60 Special.
Die Jahresproduktion des 60 Special stieg im Vergleich zur vorangegangenen Generation deutlich an. Sie lag zwischen 13.750 (1950) und 20.000 Fahrzeugen (1953).

### Fünfte Generation (Modelljahre 1954–1956)
Für die fünfte Generation des 60 Special, die von 1954 bis 1956 produziert wurde, kehrte das Modell zum Radstand von 3378 mm zurück, den das Modell bereits in der zweiten und dritten Generation gehabt hatte.

### Sechste Generation (Modelljahre 1957–1958)
1957 gab es einen Modellwechsel, der einen neuen X-Rahmen anstelle des vorherigen Leiterrahmens brachte; zudem war der Sixty Special nun als Hardtop-Limousine ohne B-Säule ausgeführt.

### Siebte Generation (Modelljahre 1959–1960)
Ab 1959 besaß der 60 Special den Radstand der regulären Cadillac-Limousinen (130 Zoll bzw. 330 cm), der V8 wurde auf 6,4 Liter vergrößert. Von der preiswerteren Limousine der Serie 62 unterschied sich der Special lediglich durch etwas mehr Chrom und eine bessere Ausstattung.

### Achte Generation (Modelljahre 1961–1964)
Von 1961 bis 1963 unterschied sich der 60 Special vom Series 62 durch ein eigenständiges, kantiges Dach mit breiten C-Säulen. 1964 erfolgte eine weitere Hubraumerhöhung auf 7 Liter.

### Neunte Generation (Modelljahre 1965–1970)
Ab dem Modelljahr 1965 hatte der Sixty Special wieder einen längeren Radstand als die Grundmodelle Cadillac Calais und DeVille (337,8 statt 328,9 cm) und trug offiziell die Bezeichnung Fleetwood Sixty Special (oder Fleetwood 60 Special); zugleich war er von nun an wieder als Viertürer mit B-Säulen ausgeführt. 1966 kam zum Basismodell eine noch reichhaltiger ausgestattete Variante namens Sixty Special Brougham ins Angebot. 1968 wurde der Cadillac-V8 auf 7,7 Liter vergrößert,

### Zehnte Generation (Modelljahre 1971–1976)
Ab 1971 entfiel das Basismodell und allein der Sixty Special Brougham blieb im Angebot.
Cadillacs 1971 eingeführte neue Full-Size-Generation basierte technisch wie die Vorgängergeneration auf der C-Plattform von General Motors, die eine neu konstruierte vordere und hintere Aufhängung erhielt. Der Sixty Special Brougham hatte weiterhin einen geringfügig längeren Radstand als die einfacheren Calais- und DeVille-Modelle, war ansonsten aber stilistisch und technisch mit ihnen identisch. Das Auto war ausschließlich als viertürige Limousine mit B-Säule erhältlich. Als Antriebsquelle diente zunächst weiterhin der 7,7 Liter große Achtzylinder-V-Motor, der auch im Vorgänger zum Einsatz gekommen war. Ab 1972 wurden die bisher als Bruttowert ermittelten Leistungsdaten durch Nettowerte ersetzt. Deshalb war die Leistung des 7,7-Liter-Motors nun mit 223 statt 375 SAE-PS angegeben. Ab 1975 kam serienmäßig ein Achtzylindermotor mit einem Hubraum von 8194 cm³ (500 cui) zum Einsatz, der fast quadratisch ausgelegt war (Bohrung × Hub: 109 × 109,3 mm) und den Cadillac bereits 1970 beim ersten frontgetriebenen Eldorado eingeführt hatte. Er war der größte serienmäßig in einem PKW eingebaute Motor der Nachkriegszeit. Er leistete in der Vergaserversion 190 SAE-PS, sodass die Literleistung lediglich bei 23 PS pro Liter Hubraum lag. Zum Modelljahr 1976 gab es gegen Aufpreis ($ 600) eine Version mit Benzineinspritzung von Bendix, deren Leistung 215 SAE-PS betrug.
Der Sixty Special Brougham wurde in einer Phase kontinuierlicher Änderungen von Sicherheits- und Verbrauchsregelungen verkauft. In seinem dritten Produktionsjahr kam es zur ersten Ölpreiskrise, die zu erheblichen Absatzeinbußen aller amerikanischen Full-Size-Autos führte. 
Der Sixty Special Brougham war etwa 2.000 US-$ teurer als der blaugleiche Cadillac DeVille. Der DeVille wurde jährlich etwa zehnmal so häufig gebaut wie der Sixty Special Brougham.
Ab Modelljahr 1977 entfiel die Bezeichnung Sixty Special; das Modell wurde unter der Bezeichnung Cadillac Fleetwood Brougham weitergeführt.

## Technische Daten
| Modelljahr | Hubraum (cm³) | Leistung (PS) | Radstand (cm) | Länge (cm) | Leergewicht (kg) | Preis (US-$) | Stückzahl |
| ---------- | ------------- | ------------- | ------------- | ---------- | ---------------- | ------------ | --------- |
| 1942       | 5671          | 150           | 337,8         | 569        | 1952             | 2435         | 1875      |
| …          | 5671          | 150           | 337,8         | 569        |                  |              |           |
| 1946       | 5671          | 150           | 337,8         | 569        | 2002             | 3099         | 5700      |
| 1947       | 5671          | 150           | 337,8         | 569        | 1980             | 3195         | 8500      |
| 1948       | 5671          | 150           | 337,8         | 569        | 1973             | 3820         | 6561      |
| 1949       | 5425          | 160           | 337,8         | 569        | 1870             | 3828         | 11.400    |
| 1950       | 5425          | 160           | 330,2         | 571,2      | 1874             | 3797         | 13.755    |
| 1951       | 5425          | 160           | 330,2         | 571,2      | 1874             | 4142         | 18.631    |
| 1952       | 5425          | 190           | 330,2         | 570,2      | 1929             | 4720         | 16.110    |
| 1953       | 5425          | 210           | 330,2         | 571        | 1965             | 4305         | 20.000    |
| 1954       | 5425          | 230           | 337,8         | 577,6      | 2034             | 4683         | 16.200    |
| 1955       | 5425          | 250           | 337,8         | 577,6      | 2059             | 4728         | 18.300    |
| 1956       | 5982          | 285           | 337,8         | 573,8      | 2261             | 6019         | 17.000    |
| 1957       | 5982          | 300           | 337,8         | 570        | 2154             | 5539         | 24.000    |
| 1958       | 5982          | 310           | 337,8         | 572,3      | 2233             | 6232         | 12.900    |
| 1959       | 6392          | 325           | 330,2         | 571,5      | 2215             | 6233         | 12.250    |
| 1960       | 6392          | 325           | 330,2         | 571,5      | 2211             | 6233         | 11.800    |
| 1961       | 6392          | 325           | 330,2         | 563,9      | 2161             | 6233         | 15.500    |
| 1962       | 6392          | 325           | 328,9         | 563,9      | 2134             | 6366         | 13.350    |
| 1963       | 6392          | 325           | 328,9         | 566,4      | 2125             | 6366         | 14.000    |
| 1964       | 7031          | 340           | 328,9         | 567,7      | 2120             | 6388         | 14.550    |
| 1965       | 7031          | 340           | 337,8         | 577,9      | 2116             | 6479         | 18.100    |
| 1966       | 7031          | 340           | 337,8         | 577,9      | 2091             | 6378–6695    | 19.075    |
| 1967       | 7031          | 340           | 337,8         | 577,9      | 2122             | 6423–6739    | 16.300    |
| 1968       | 7736          | 375           | 337,8         | 579,6      | 2172             | 6583–6899    | 18.600    |
| 1969       | 7736          | 375           | 337,8         | 580,4      | 2159             | 6779–7110    | 19.845    |
| 1970       | 7736          | 375           | 337,8         | 580,4      | 2188             | 6953–7284    | 18.651    |
| 1971       | 7736          | 375           | 337,8         | 581,2      | 2224             | 7763         | 15.200    |
| 1972       | 7736          | 223           | 337,8         | 589,3      | 2201             | 7637         | 20.750    |
| 1973       | 7736          | 223           | 337,8         | 589,3      | 2311             | 7765         | 24.800    |
| 1974       | 7736          | 208           | 337,8         | 594,4      | 2330             | 9537         | 18.250    |

Zwischen 1942 und 1946 gab es auf Grund des Zweiten Weltkriegs nur eine eingeschränkte zivile Fahrzeugproduktion.

## Fleetwood 60 Special (Modelljahre 1987–1993)

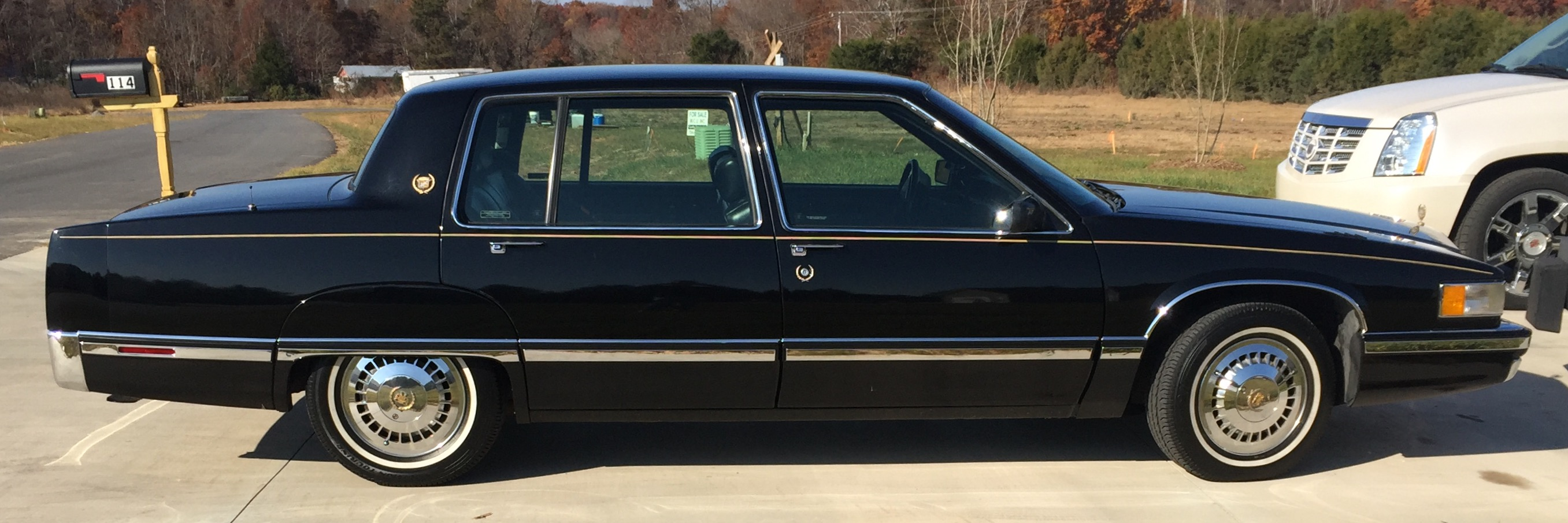
Cadillac Fleetwood 60 Special (1993)

Ab Herbst 1986 führte Cadillac wieder einen Fleetwood 60 Special im Programm. Dabei handelte es sich um eine in Radstand und Länge um knapp 13 cm gestreckte Version des frontgetriebenen Cadillac Fleetwood mit besserer Ausstattung, äußerlich erkennbar an der optisch durch ein in die hinteren Türen gezogenes Vinyldach verbreiterten C-Säule. Technisch entsprach der 60 Special den günstigeren DeVille- und Fleetwood-Versionen (Aluminium-4,1-Liter-V8, Viergang-Automatik, unabhängig aufgehängte Hinterräder und gemischte Bremsanlage (Scheiben vorne/Trommeln hinten), hier serienmäßig mit ABS). 1988 wurde der V8-Motor auf 4,5 Liter vergrößert. 
1989 erhielten DeVille, Fleetwood und Fleetwood 60 Special ein Facelift, zugleich bauten sämtliche Viertürer nun auf einem identischen Radstand auf; für den 60 Special bedeutete dies eine Radstandsverkürzung um gut 5 cm. 1991 wurde der V8 erneut vergrößert, diesmal auf 4,9 Liter, und die Viergang-Automatik erhielt eine elektronische Steuerung. 1993 entfiel die Bezeichnung Fleetwood und der 60 Special bekam in seinem letzten Jahr serienmäßig Traktionskontrolle und ein elektronisches Fahrwerk.
| Modelljahr | Hubraum (cm³) | Leistung (PS) | Radstand (cm) | Länge (cm) | Leergewicht (kg) | Preis (US-$) | Stückzahl |
| ---------- | ------------- | ------------- | ------------- | ---------- | ---------------- | ------------ | --------- |
| 1987       | 4081          | 132           | 294,1         | 512,3      | 1544             | 34.850       | unbekannt |
| 1988       | 4474          | 155           | 294,1         | 512,3      | 1607             | 34.750       | unbekannt |
| 1989       | 4474          | 155           | 289,1         | 521,5      | 1630             | 34.840       | 2007      |
| 1990       | 4474          | 183           | 289,1         | 521,5      | 1657             | 36.980       | 1824      |
| 1991       | 4920          | 203           | 289,1         | 522,2      | 1679             | 38.325       | 879       |
| 1992       | 4920          | 203           | 289,1         | 528,3      | 1655             | 39.860       | 554       |
| 1993       | 4920          | 203           | 289,1         | 524        | 1653             | 37.230       | 5286      |